# 워룽구
워룽구(한국어: 와룡구, 중국어: 卧龙区, 병음: Wòlóng Qū)는 중화인민공화국 허난성 난양 시의 현급 행정구역이다. 넓이는 1007km2이고, 인구는 2007년 기준으로 940,000명이다.지명의 유래는 제갈량의 별명인 와룡(臥龍)에서 유래했다

## 기후
연평균 기온은 14.9℃이고 연평균 강수량은 806.8mm이다.

## 행정 구역
7개 가도, 7개 진, 4개 향을 관할한다.
- 가도: 七一街道, 卧龙岗街道, 武侯街道, 梅溪街道, 车站街道, 光武街道, 靳岗街道.
- 진: 石桥镇, 潦河镇, 安皋镇, 蒲山镇, 陆营镇, 青华镇, 英庄镇.
- 향: 七里园乡, 谢庄乡, 王村乡, 龙兴乡.

## 같이 보기
- 중화인민공화국의 일반 국도
- 중화인민공화국의 고속도로
- 허난성
- 난양시